# Зураев, Эльбрус Савкуейвич
Эльбру́с Савку́ейвич Зура́ев (12 мая 1982, Орджоникидзе) — российский футболист, защитник.

## Карьера

### Клубная

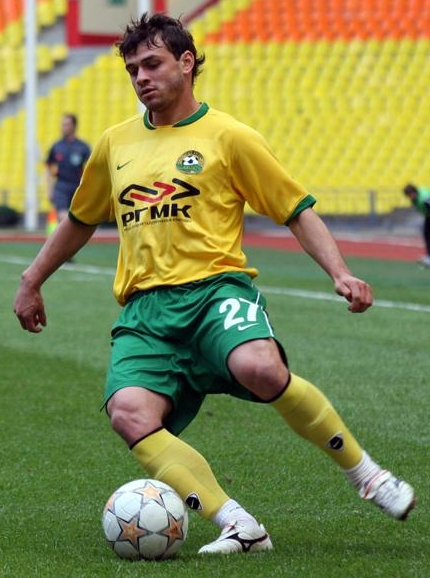
Зураев в «Кубани»

Профессиональную карьеру начал в 2000 году в клубе зоны «Юг» второго дивизиона «Автодор» Владикавказ, за который сыграл 83 матча и забил 4 мяча. В 2003 году перешёл в игравший в высшем дивизионе другой владикавказский клуб «Спартак-Алания», за который сыграл 4 матча за основной состав.
В 2004 году перешёл в клуб первого дивизиона «КАМАЗ», за который выступал в течение 4-х сезонов, проведя за это время 80 матчей.
В начале 2008 года перешёл в «Кубань», с которой подписал контракт на два года. По словам Зураева, одной из основных причин перехода именно в «Кубань» стало желание играть поближе к дому — Владикавказу. В сезоне 2008 года сыграл 28 матчей в первенстве и 2 игры в Кубке России, в конце сезона получил травму, из-за которой выбыл из строя на длительный срок, даже не попав в первоначальную заявку «Кубани» на сезон 2009 года. Летом был дозаявлен, но за основу так и не сыграл, проведя лишь 5 матчей за молодёжный состав клуба.
5 января 2010 года появилась информация, что Зураев отправился на двухнедельный учебно-тренировочный сбор с «Анжи», однако клубу не подошёл. 17 марта было сообщено, что Зураев находится на просмотре в московском «Торпедо», в состав которого был в итоге официально заявлен 13 апреля.
9 июня 2021 года объявил о завершении карьеры игрока.

## Достижения
- 2-е место в Первом дивизионе России (выход в Высший дивизион): 2008 (ФК «Кубань»)